# Паштета
Паштета, (фр. pâté), је паста за мазање, обично направљена од меса (мада постоје и вегетаријанске варијанте), и обично се служи са хлебом или тостом као основом.
У општем случају припрема се од фино уједначене смесе или од комадића меса (најчешће јетре-јетрена паштета), уз додатке међу којима су најчешће масноћа, поврће, разне биљчице, зачини, вино, итд.
У француској или белгијској кухињи паштета може бити припремљена и сервирана у облику комада хлеба или пите, као и у облику векне и у том случају назива се пате ан крут (pâté en croûte). С друге стране, она може бити припремана и у посудама од глазиране теракоте (француски terre cuite) или у калупима (модлама), обично испресецана или ишарана машћу, када се назива пате ан терин (pâté en terrine). Може да буде такође кувана или припремана и у цреву, али то нема никаквог утицаја на крајњи производ.